# John Ehrlichman

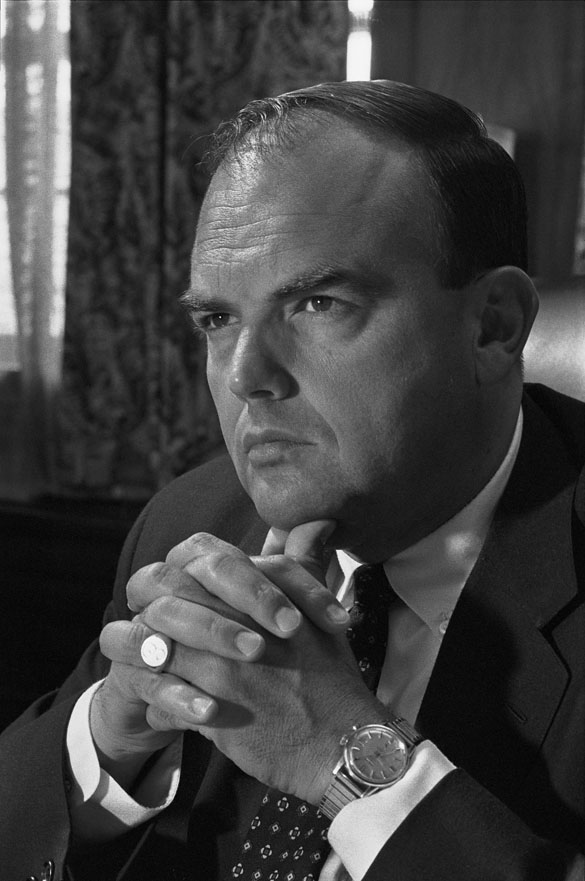
John D. Ehrlichman als Presidentiële Assistent Binnenlandse Zaken, 13 mei 1969.

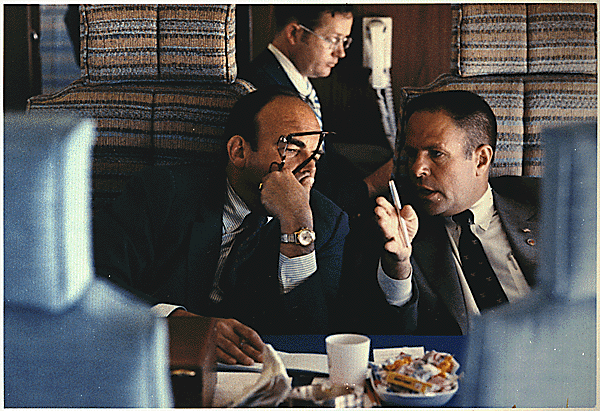
Ehrlichman en Haldeman op 17 april 1973, drie dagen voor het verzoek tot hun aftreden.

John Daniel Ehrlichman (Tacoma, 20 maart 1925 – 14 februari 1999) was een adviseur en assistent binnenlandse zaken van de Amerikaanse president Richard Nixon. Hij was een sleutelfiguur in de gebeurtenissen die leidden tot het Watergateschandaal. Hij werd beschuldigd van samenzwering, omkoping en meineed en zat anderhalf jaar in de gevangenis.

## Biografie

### Jonge jaren
Ehrlichman diende in de Tweede Wereldoorlog als vluchtnavigator in de Eighth Air Force. Hiervoor kreeg hij na de oorlog het Distinguished Flying Cross.
Na de oorlog ging hij naar de Universiteit van Californië in Los Angeles, alwaar hij in 1948 afstudeerde. Hij studeerde vervolgens verder aan de Stanford Law School, en studeerde hier in 1951 af. Na deze studie ging hij werken bij een advocatenkantoor in Seattle, waar hij tot 1968 actief bleef.
Ehrlichman was een Christian Scientist.

### Politiek leven
Ehrlichman werkte mee aan de presidentscampagnes van Richard Nixon in 1960 en 1968.
Na Nixons overwinning in 1968 ging Ehrlichman zich geheel met politiek bezighouden. Hij werd de White House Counsel, een positie die hij behield tot een jaar voor hij Hoofdadviseur Binnenlandse zaken werd. Na zijn benoeming tot hoofdadviseur werd hij een van Nixons primaire adviseurs. Hij en zijn goede vriend H. R. Haldeman, die hij leerde kennen op de universiteit, werden samen ook wel “de Berlijnse Muur” genoemd door personeel van het Witte Huis vanwege hun Duitse achternamen, en het feit dat ze Nixon leken af te schermen van zijn andere adviseurs. Ehrlichman richtte de "Plumbers" op, de groep die centraal stond in het Watergateschandaal. Hij benoemde Egil Krogh tot toezichthouder van het project.
Bij aanvang van het Watergate-onderzoek in 1972, probeerde Ehrlichman de benoeming van Patrick Gray tot hoofd van de FBI te vertragen. Ehrlichman wilde tevens zo snel mogelijk al Nixons politieke vijanden buitenspel zetten.
White House Counsel John Dean noemde “De Berlijnse Muur” van Ehrlichman en Haldeman als een van de redenen dat hij steeds minder zijn draai kon vinden binnen het Witte Huis. Hierdoor dacht hij dat ze hem wilden gebruiken als zondebok voor het Watergateschandaal. Na Deans getuigenis tegenover het comité dat het schandaal onderzocht, eiste Nixon dat Ehrlichman en Haldeman zich zouden terugtrekken uit de politiek. Beiden gingen akkoord.
Ehrlichman werd naar aanleiding van het onderzoek op 1 januari 1975 beschuldigd van samenzwering. Hij kreeg 1,5 jaar gevangenisstraf opgelegd. In tegenstelling tot zijn mede-verdachten, ging Ehrlichman vrijwillig naar de gevangenis voor zijn hoger beroep was uitgevochten.

### Na de politiek
Na te zijn vrijgelaten had Ehrlichman verschillende baantjes, waaronder kwaliteitsopzichter bij een fabriek, schrijver, artiest en commentator. Hij schreef verschillende romans en diende als uitvoerend vicepresident van een firma gespecialiseerd in gevaarlijke materialen. In 1981 uitte hij in een interview zijn onvrede over Nixon. Zijn ervaringen van zijn periode in het Witte Huis werden gepubliceerd in zijn boek Witness To Power. Hierin zette hij Nixon uitermate negatief neer.
Ehrlichman stierf uiteindelijk aan de gevolgen van diabetes, nadat hij stopte met zijn dialysebehandeling.